# Melaleuca adenostyla
Melaleuca adenostyla är en myrtenväxtart som beskrevs av K.J.Cowley. Melaleuca adenostyla ingår i släktet Melaleuca och familjen myrtenväxter. Inga underarter finns listade i Catalogue of Life.